# Fell in Love with a Girl
«Fell in Love with a Girl» (рус. Влюбился в девушку) — второй сингл с альбома White Blood Cells американской рок-группы The White Stripes, который вышел в 23 апреля 2002 года. Песня заняла № 12 место в чарте UK Singles Chart. На стороне «B» содержится кавер на песню Дасти Спрингфилд «I Just Don’t Know What to Do with Myself». На CD были помещены первые синглы группы, и кавер на песню Боба Дилана «Love Sick».
Майский номер 2007 года, журнала Rolling Stone включил песню в список 14 песен, которые изменили мир. А в 2011 году, журнал NME поставил песню на № 6 место в списке «150 лучших песен за последние 15 лет».
Сингл был переиздан в 2012 году, в День музыкального магазина на красном виниле, чуть позже был переиздан ещё раз, но уже на чёрном виниле.

## Музыкальный видеоклип
Видеоклип снял Мишель Гондри как LEGO-анимацию. Сын Гондри присутствует в клипе, как ребенок собирающий LEGO. Он снимал кадр за кадром, в котором кусочки LEGO формируются вместе, чтобы создать иллюзию движения. В видео преобладают красные, белые и черные цвета. Группе не удалось заключить сделку с компанией Lego Group, так что им пришлось покупать коробки с конструктором для клипа.
В интервью Джек Уайт заявил, что их сотрудничество с Мишелем Гондри оказалась совершенно случайным. Уайт хотел чтобы Марк Романек снял клип, так как ему понравилась его работа над песней «Devils Haircut» музыканта Бек. Но звукозаписывающая компания ошибочно наняла Гондри, думая, что он снимал тот клип. Джек не стал возражать, так как Гондри работал на другой песней Бек «Deadweight», которая тоже нравилась музыканту.
Группа также связывалась с компанией LEGO, в надежде получить небольшие наборы LEGO, которые бы шли в комплекте с синглом, чтобы каждый фанат мог собрать LEGO версию Джек и Мэг. Но компания отказалась, ссылаясь на то, что они не продают свою продукцию «детям старше 12 лет». Однако клип стал настоящим хитом, и компания связалась с группой, чтобы осуществить их идею, но на этот раз отказался Джек Уайт.
На церемонии MTV VMA 2002 видеоклип выиграл три награды: прорыв видео, лучшие спецэффекты в видео и лучший монтаж. Также был номинирован на клип года, но уступил «Without Me» Эминема.

## Список композиций
7"
| №  | Название                                   | Автор(ы)                | Длительность |
| -- | ------------------------------------------ | ----------------------- | ------------ |
| 1. | «Fell in Love with a Girl»                 | Джек Уайт               | 1:50         |
| 2. | «I Just Don't Know What to Do with Myself» | Берт Бакарак, Хэл Дэвид | 2:47         |

CD
| №  | Название                   | Автор(ы)  | Длительность |
| -- | -------------------------- | --------- | ------------ |
| 1. | «Fell in Love with a Girl» | Джек Уайт |              |
| 2. | «Let’s Shake Hands»        | Джек Уайт |              |
| 3. | «Lafayette Blues»          | Джек Уайт |              |

CD (UK)
| №  | Название                                   | Автор(ы)                | Длительность |
| -- | ------------------------------------------ | ----------------------- | ------------ |
| 1. | «Fell in Love with a Girl»                 | Джек Уайт               |              |
| 2. | «Love Sick»                                | Боб Дилан               |              |
| 3. | «I Just Don't Know What to Do with Myself» | Берт Бакарак, Хэл Дэвид |              |

## Чарты
| Chart (2004)                                  | Позиция |
| --------------------------------------------- | ------- |
| UK Singles Chart                              | 21      |
| U.S. Billboard Bubbling Under Hot 100 Singles | 21      |
| U.S. Billboard Modern Rock Tracks             | 12      |

## Кавер-версии
- 5 мая 2003 года певица Джосс Стоун записала песню «Fell in Love with a Boy», которую выпустила в качестве дебютного сингла 26 января 2004 года.
- Ричард Чиз записал лаунж-версию для своего альбома Tuxicity.